# 胭脂红 (化合物)
胭脂红是一种配位化合物，化学式为C44H43AlCa2O30，它可用作食用色素。

## 制备
胭脂红可从生物来源得到。将介壳虫体置入氨水或碳酸钠溶液中煮沸，分离难溶物质后，用明矾处理提取液，沉淀出红色固体。从约7万只胭脂虫中可以提取1磅（0.45 kg）的染料。
它也可由胭脂红酸和乙酸钙、乙酸铝反应制得。

## 毒理作用
胭脂红的毒性为小鼠经口毒理测试（FAO/WHO）LD50：> 19.3g/kg。
1.胭脂红作为一种偶氮化合物在体内经代谢生成β - 萘胺和α - 氨基-1- 萘酚等具有强烈致癌性的物质，胭脂红与欧盟标准禁用的苏丹红同属于偶氮类色素, 偶氮化合物在体内可代谢生成致突变原前体，芳香胺类化合物，芳香胺被进一步代谢活化后成为亲电子产物与DNA和RNA结合形成加合物而诱发突变。
2.胭脂红可被氧化产生自由基，进而再与体内物质代谢产生一系列活性氧( react ive oxygen species, ROS ), ROS攻击DNA造成DNA氧化损伤。
3.胭脂红毒理学实验显示其具有一定的致癌和致突变作用[null] 。
4.合成色素胭脂红在加工过程中会受到砷、铅、铜、苯酚、苯胺、乙醚、氯化物等物质的污染，会对人体造成潜在的危害。
5.胭脂红对泥鳅的毒性小，但是胭脂红可以不同程度地引起泥鳅微核细胞率和核异常率等遗传指标的上升，表明胭脂红对泥鳅红细胞具有一定的致突变作用，因此具有一定的遗传毒性。

### 危害
2007年9月，英国食品标准局委托南安普敦大学进行的食用人工色素对儿童发育影响的研究，发现柠檬黄、日落黄、偶氮玉红、胭脂红、喹啉黄、诱惑红六种色素会影响儿童的智力，严重时可导致儿童的IQ值下降5.5分，亦会导致儿童多动症等行为障碍。因此英国食品标准局向政府提出在食品中少用人工色素的建议。欧洲多个消费者保护组织也敦促欧盟全面禁止使用这6种色素。研究者还会对另一种食品中的防腐剂苯甲酸钠的危害性进行进一步研究。

### 食品添加含量规定
美国、加拿大、挪威禁止在食品中添加胭脂红，中国大陆、欧盟、日本等国允许在食品中添加胭脂红，但对其使用范围和最高使用量都有严格规定。中国大陆规定可用于红绿丝、染色樱桃罐头（系装饰用）和糖果包衣中，最大使用量为0.1g/kg；在各种饮料类、配制酒、糖果、糕点上彩装、青梅、山楂制品、浸渍小菜和虾（味）片中，最大使用量0.05g/kg，在豆奶饮料、红肠肠衣和冰淇淋中，最大使用量为0.025mg/kg。
作為食品添加物時，多會加註警語，以防素食者誤食，及避免過量服用胭脂蟲食用色素。